# زیگفرید کراکائر

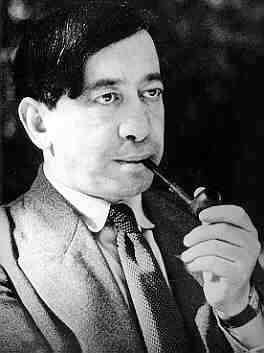
زیگفرید کراکائر

زیگفرید کراکائر (به آلمانی: Siegfried Kracauer) ‏ (۸ فوریه ۱۸۸۹–۲۶ نوامبر ۱۹۶۶) نظریه‌پرداز واقع‌گرای فیلم آلمانی بود.
او در یک خانوادهٔ یهودی در فرانکفورت به دنیا آمد. تحصیلات خود را در سال ۱۹۰۷ در رشتهٔ معماری آغاز کرد و در سال ۱۹۱۴ با درجهٔ دکترای مهندسی معماری فارغ‌التحصیل شد. او سپس در شهرهای اوسنابروک، برلین و مونیخ به کار معماری پرداخت. سپس در روزنامهٔ فرانکفورت و در بخش سینما و ادبیات آن مشغول به کار شد. او در همین دوره با بزرگان مکتب فرانکفورت یعنی والتر بنیامین و ارنست بلوخ آشنا شد. کراکائر در اواخر دههٔ بیست گرایش‌های مارکسیستی آشکاری یافت. اما در عین حال به نقد رژیم خودکامهٔ استالین نیز می‌پرداخت. او در این دوران همپای ظهور نازیسم مجبور به ترک آلمان شد. او به فرانسه و سپس به آمریکا رفت و در موزهٔ هنرهای معاصر نیویورک مشغول به کار شد. او در این دوران کتاب معروف خود از کالیگاری تا هیتلر: تاریخ روان‌شناسانه سینمای آلمان (۱۹۴۷) را نگاشت. او در سال ۱۹۶۰ مهمترین کتاب تئوریک خود یعنی تئوری فیلم: رهایی واقعیت مادی را نگاشت. او پس از آن به عنوان جامعه‌شناس با بسیاری از مؤسسات همکاری کرد و به ریاست پژوهش‌های علوم انسانی کاربردی دانشگاه کلمبیا نیز رسید. در سال ۱۹۶۶ او بر اثر بیماری سینه پهلو درگذشت.

## نظریات سینمایی
کراکائر نظریه‌پرداز واقع‌گرای فیلم بود و اعتقاد داشت که سینما باید به سمت بازیافت واقعیت‌های مادی حرکت کند. البته کراکائر تا حدودی شکل‌گرایی را در عالم سینما می‌پذیرفت، اما نوعی از شکل‌گرایی که در خدمت واقع‌گرایی باشد. او از این حیث سینمای آوانگارد فرمالیستی را به شدت مورد نقد قرار داد. او سینما را فرزند عکاسی می‌دانست و باور داشت که کار سینما نیز همانند عکاسی ثبت عینی واقعیت‌های بیرونی است. او از این جهت کلیه تکنیک‌ها و عواملی که به مخدوش شدن واقعیت مادی می‌انجامیدند را تکنیک‌های خلاف ماهیت زیبایی‌شناسانهٔ سینما خواند. او به لحاظ گرایش‌های واقع‌گرایانه خاصه در دههٔ شصت به شدت به آندره بازن نظریه‌پرداز واقع‌گرای فرانسوی نزدیک شد.

## فهرست منابع
- اندرو، دادلی. تئوری‌های اساسی فیلم، ترجمهٔ مسعود مدنی. انتشارات عکس معاصر، ۱۳۶۵.
- استم، رابرت. مقدمه‌ای بر نظریهٔ فیلم، به کوشش احسان نوروزی. انتشارات سورهٔ مهر، ۱۳۸۳.